# Toporyszcze
Toporyszcze (ukr. Топорище) – wieś na Ukrainie, w obwodzie żytomierskim, w rejonie żytomierskim, w hromadzie Horoszów. W 2001 liczyła 693 mieszkańców.
Znajduje tu się przystanek kolejowy Hałyniwka, położony na linii Korosteń – Żytomierz.

## Historia
W XIX i w początkach XX w. położone były w Rosji, w guberni wołyńskiej, w powiecie żytomierskim, w gminie Fasowa. Istniał tu klasztor karmelitów trzewiczkowych pw. św. Tekli, zlikwidowany po powstaniu listopadowym. Później do czasów sowieckich siedziba parafii katolickiej pw. św. Tekli. 
Po I wojnie światowej w granicach Związku Sowieckiego. Od 1991 na niepodległej Ukrainie.